# Top Cat
Top Cat er en amerikansk animeret tv-serie fra 1961-1962, skabt af tegnefilmsstudiet Hanna-Barbera, også kendt for Familien Jetson, Familien Flintstone, Familien Addams (1992 tv-serie).

## Danske Stemmer
- Lars Thiesgaard: Top Cat
- Kjeld Nørgaard: Betjent Dippel
- Ole Rasmus Møller